# Carcharhinus amboinensis
A Carcharhinus amboinensis a porcos halak (Chondrichthyes) osztályának kékcápaalakúak (Carcharhiniformes) rendjébe, ezen belül a kékcápafélék (Carcharhinidae) családjába tartozó faj.

## Előfordulása
A Carcharhinus amboinensis előfordulási területe az Atlanti-óceánban csak Nigéria vizeiben található meg. Az Indiai- és a Csendes-óceánokban az elterjedése ennél jóval nagyobb. Északnyugaton az Ádeni-öböltől és délnyugaton a Dél-afrikai Köztársaságtól és Madagaszkártól kezdve, Pakisztánon és Srí Lankán keresztül, egészen Indonéziáig, Pápua Új-Guineáig és Ausztráliáig található meg.

## Megjelenése

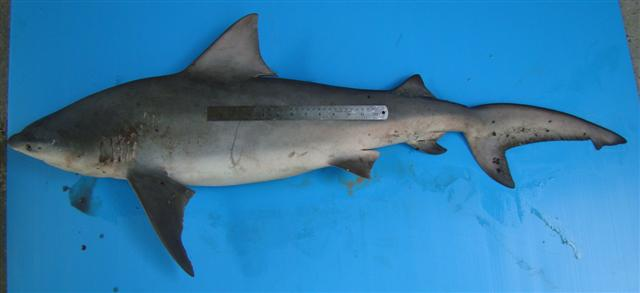
Kifogott példány

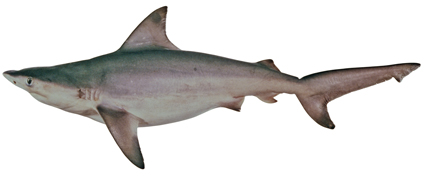

Ez a cápafaj 198-223 centiméteresen már felnőttnek számít, de 280 centiméteresre is megnőhet. Erőteljes testfelépítésű cápa, melynek feje nagyon vastag; orra tompa; szemei kicsik. Három szög alakú fogai fűrészes szélűek. Az első hátúszó magasan feláll, körülbelül 3,2-szer nagyobb a második hátúszónál. A két hátúszó között nincsen kiemelkedés. Háti része szürke, hasi része fehér. Az úszók végein szürke foltok vannak. Az élőhelyén összetéveszthető a bikacápával (Carcharhinus leucas) és a gangeszi cápával (Glyphis gangeticus).

## Életmódja
Trópusi és tengeri cápafaj, amely azonban a brakkvízbe is beúszik; 150 méternél mélyebbre nemigen úszik le. Főleg a kontinentális selfek és szigetek sekély vizű részeit választja élőhelyül. Tápláléka igen változatos; állhat: nyílt tengeri és fenéklakó csontos halakból, cápák és rájákból, fejlábúakból és rákokból, sőt ha alkalma adódik az emlősök tetemeit is felfalja. Habár veszélyes lehet az ember számára, eddig még nem jegyeztek fel Carcharhinus amboinensis támadást.

## Szaporodása
A Carcharhinus amboinensis elevenszülő; a peték kiürülő szikzacskója az emlősök méhlepényéhez hasonlóan a nőstény szöveteihez kapcsolódik. Párosodáskor a cápák egymáshoz simulnak. Egy alomban 3-13 kölyökcápa lehet. A kis cápa az alomnagyságtól függően, születésekor 43-70 centiméter között lehet.

## Felhasználása
Ennek a cápának, csak kisméretű halászata van. Frissen, szárítva vagy sózva árusítják. Az úszói az úgynevezett cápauszonylevesbe kerülnek bele. A sporthorgászok egyik kedvelt cápafaja.